# Хасан Баба тюрбе
Хасан Баба тюрбе или Хасан Кешфи тюрбе (на македонска литературна норма: Хасан Баба турбе; на турски: Hasan Baba Türbe) е накшбандийска османска гробница от XVII век, намираща се в двора на Хасан Баба джамия в град Битоля, Северна Македония.

## Местоположение
Джамията и тюрбето са разположени в западната част на града, на улиците „Цар Самуил“ и „Георги Стерьовски“, на десния бряг на Драгор, в махала, в която в XIX век се заселват много мюсюлмански бежанци и получава името Маджар маале.

## История
Комплексът е построен в 1037 – 1049 от хиджра (1628- 1640 от Христа) при султан Мурад IV (1623 – 1640). В тюрбето е погребан Хасан Баба Кешфи ефенди или Хасан Баба-Башъ кесик, тоест Хасан Баба Обезглавени – ученик на местния дервиш Джигер Баба, който приема мъченическа смърт с обезглавяване вместо учителя си. Хасан Баба, носейки главата си, пристига на мястото, където по-късно при Мурад IV е построено тюрбето му, накшбендийско теке и джамията.

## Архитектура
Тюрбето е семпла, елегантна правоъгълна сграда. Покрита е с четирискатен покрив и е украсена с мраморен алем. Във вътрешността има дървен табут, покрит с коприна със стихове от Корана, където е погребано тялото на Хасан Баба.